# Isqui-Mari
Isqui-Mari (Ishqi-Mari) ou Isgui-Mari (Ishgi-Mari) (𒅖𒄄𒈠𒌷), conhecido  anteriormente por Langui-Mari, foi um rei do Segundo Reino Mariota que governou entre  c. 2350-2330 a.C. Ele é um dos três reis mari conhecidos da arqueologia, sendo Icunsamas provavelmente o mais antigo. O segundo rei é Icusamagã, também conhecido de uma estátua inscrita. 
Em suas inscrições, esses reis mari usavam um dialeto da língua acadiana, enquanto seus contemporâneos sumérios ao sul usavam a língua suméria.
Pensa-se que Isqui-Mari foi o último rei de Mari antes da conquista e da destruição de Mari pelo Império Acadiano sob Sargão, por volta de 2330 a.C.

## Inscrições
Isqui-Mari é conhecido de uma estátua com inscrição. A estátua está no Museu Nacional de Alepo. A inscrição na parte de trás da estátua diz: 

𒅖𒄄𒈠𒌷 / 𒈗𒈠𒌷 / 𒑐𒋼𒋛𒃲 / 𒀭𒂗𒆤 / 𒊨𒋤 / 𒀀𒈾 / 𒀭𒈹𒀴 / 𒊕𒄸𒁺
ish11-gi4-ma-ri2 / lugal ma-ri2 / ensi2 gal / Den-lil2 / dul3-su3 / a-na / Dinanna-nita / sa12-rig9

"Isqui-Mari, rei de Mari, grande ensi de Enlil, dedicou sua estátua a Inana"— Inscrição de estátua de Isqui-Mari.
Esta inscrição foi fundamental para identificar Tel Hariri com a Mari da Antiguidade.
Também são conhecidos vários vedantes de cilindro com desenhos complexos em nome de "Isqui-Mari, rei de Mari".

## Descoberta (23 de janeiro de 1934)

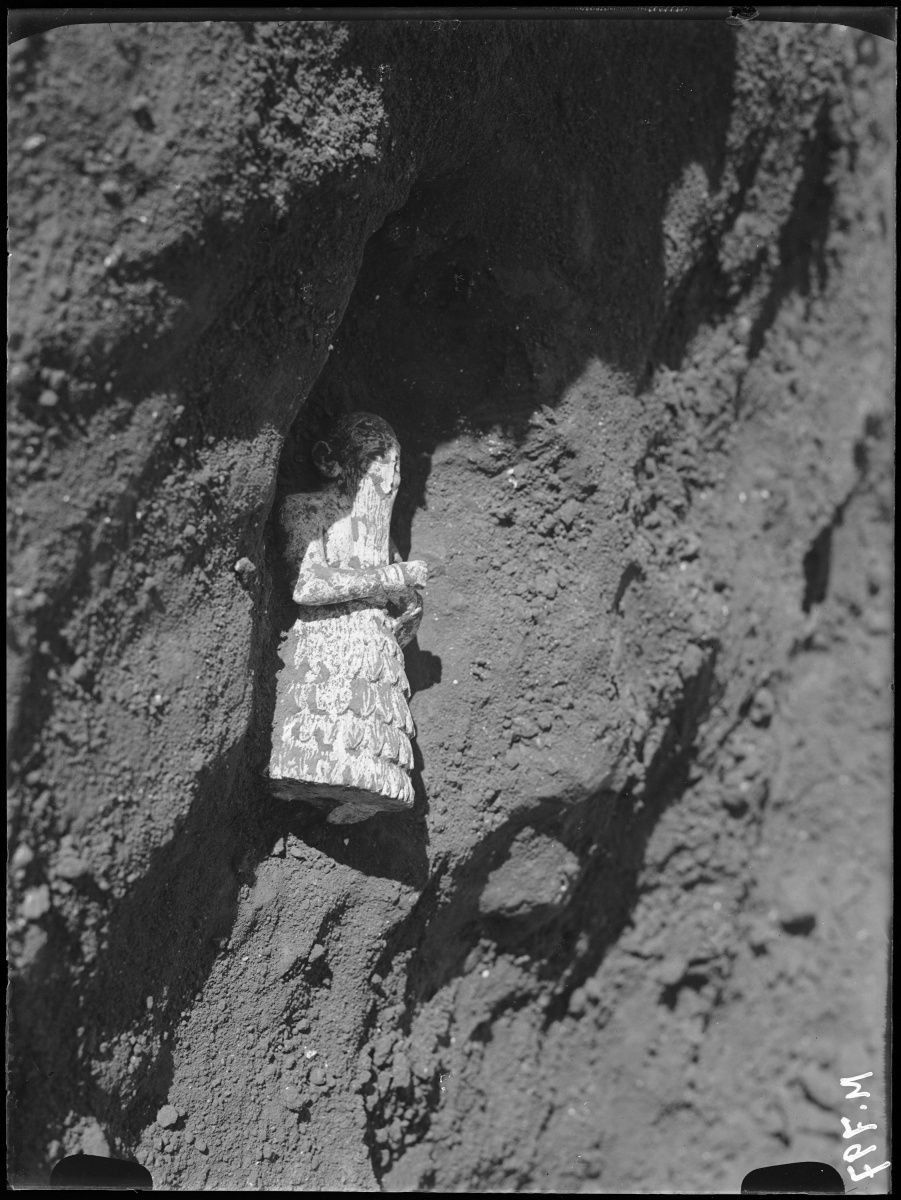
Escavação da estátua de Isqui-Mari em 23 de janeiro de 1934

A estátua de Ishqi-Mari foi descoberta enterrada nos restos arqueológicos da antiga cidade de Mari, no templo de Istar, por uma equipe arqueológica francesa liderada por André Parrot em 23 de janeiro de 1934.
 

A estátua mostra Isqui-Mari com uma longa barba e cabelos separados e entrançados. Ele usa um pente de cabelo semelhante aos reis sumérios, como o cocar de Mescalandugue ou relevos sobre Eanatum. Ele veste um casaco com franjas, deixando um ombro nu, um tipo de roupa também visto nas representações contemporâneas de governantes do Império Acadiano. 

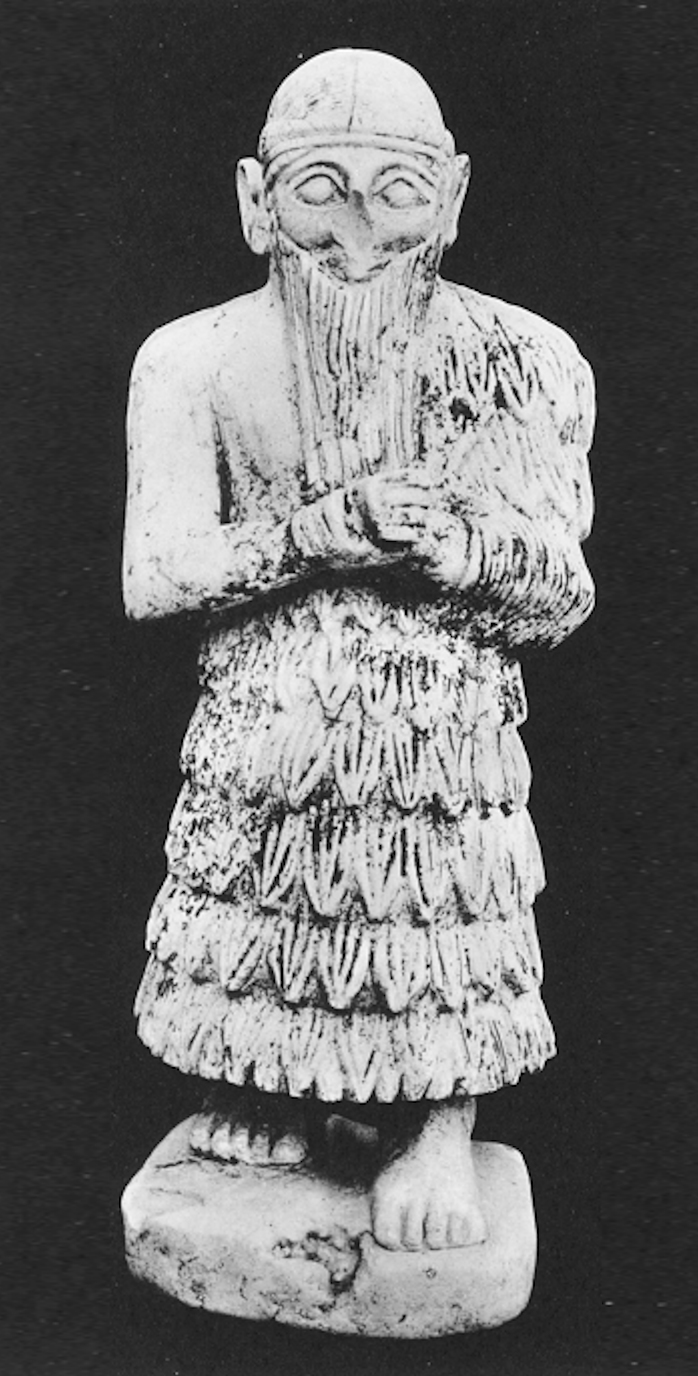
estátua de Isqui-Mari (frente)
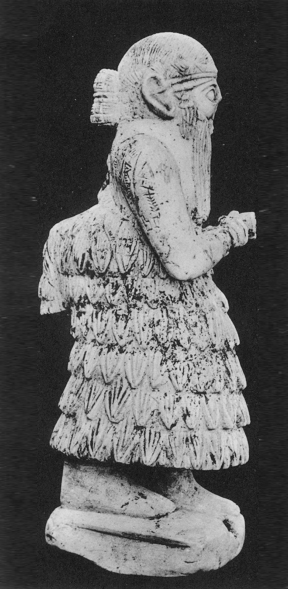
estátua de Isqui-Mari (lateral)
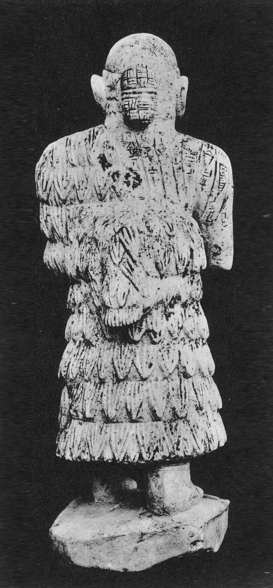
estátua de Isqui-Mari (traseira)

## No museu de Alepo

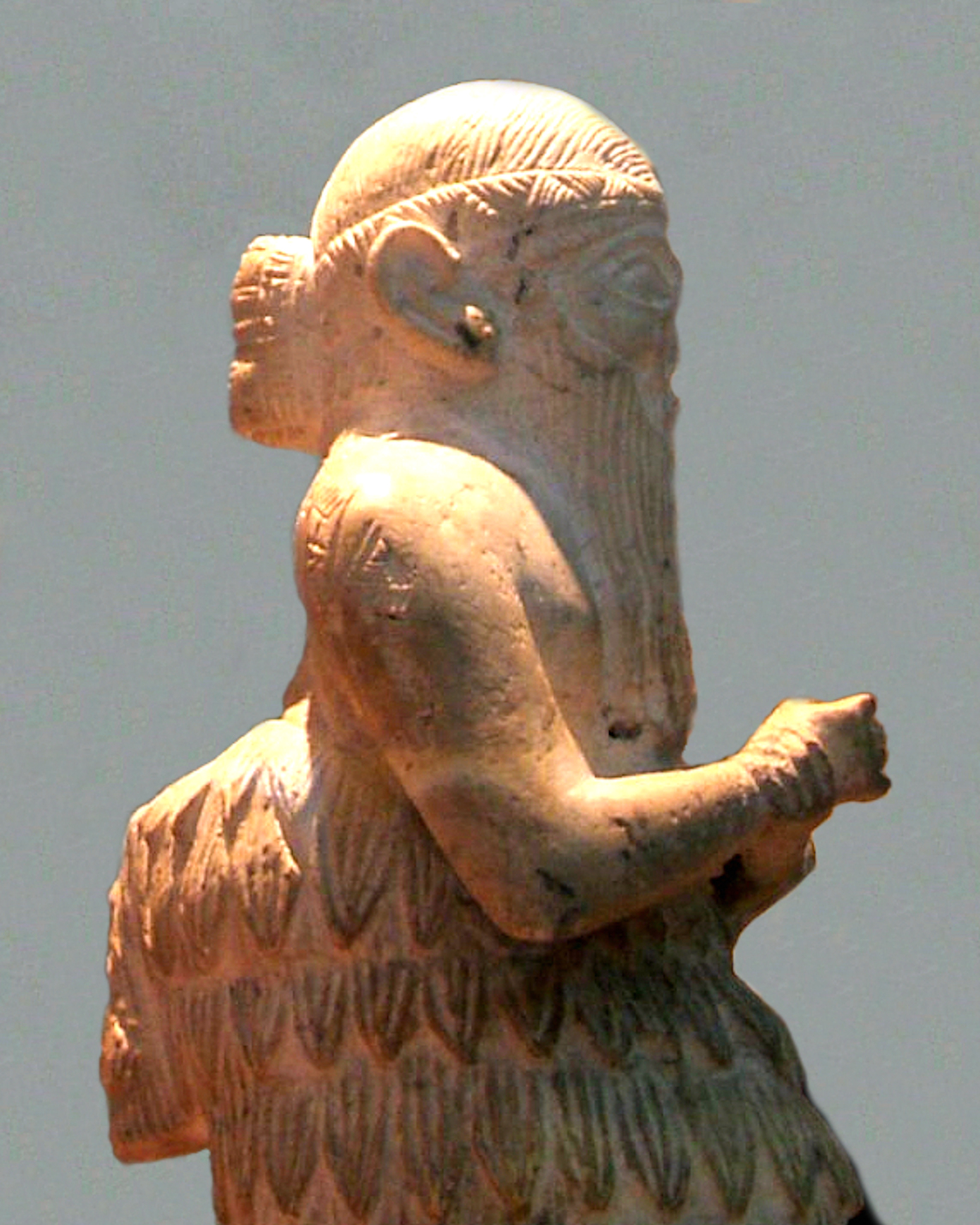
Ishqi-Mari de perfil. Ele usa um pente de cabelo semelhante aos reis sumérios, como o cocar de Mescalandugue ou relevos sobre Eanatum. A inscrição é visível na parte de trás do ombro direito.
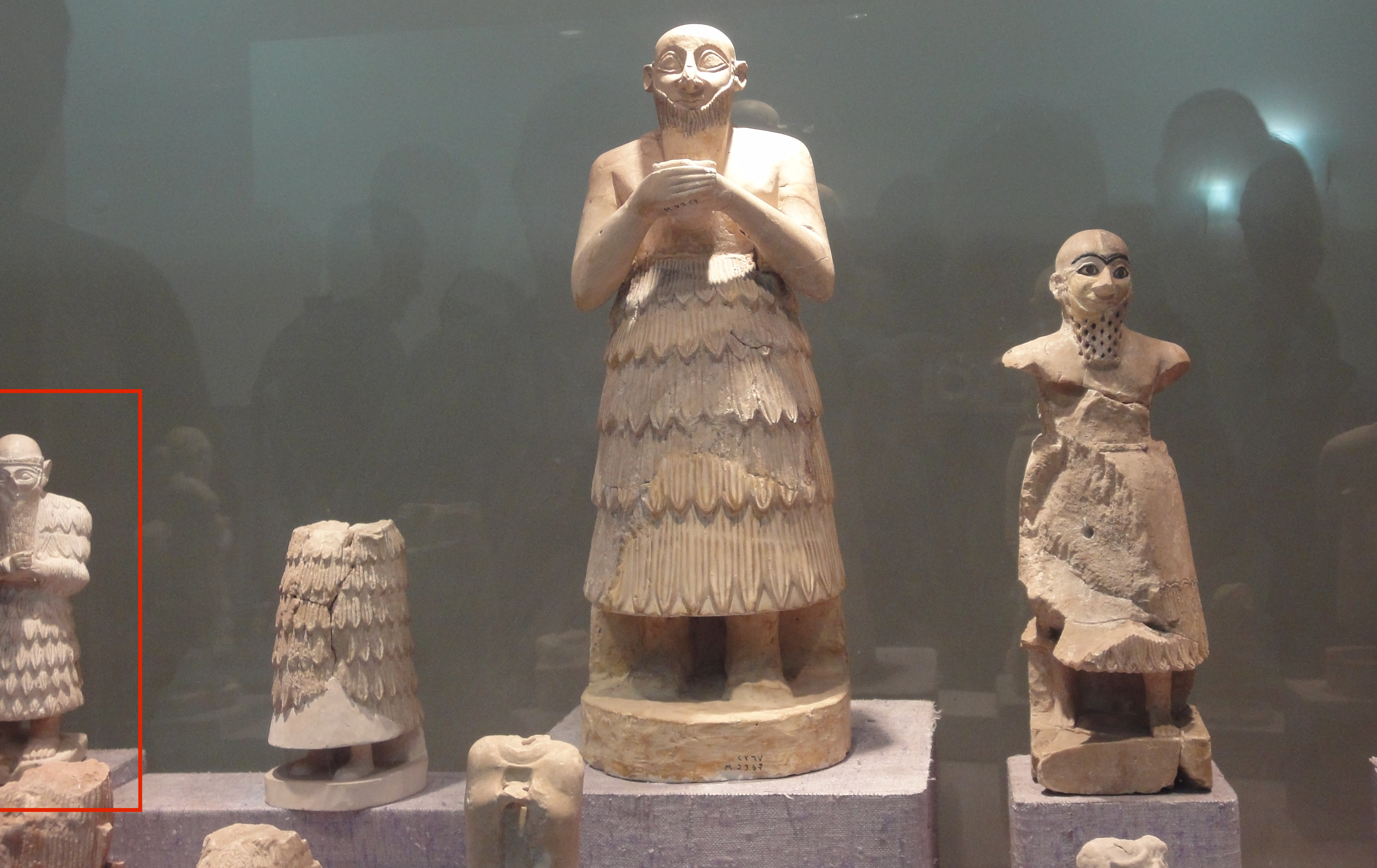
Estátuas de Mari. A estátua de Isqui-Mari aparece parcialmente à esquerda: é muito menor do que muitas das estátuas tradicionais de Mari.[2] Museu Nacional de Alepo
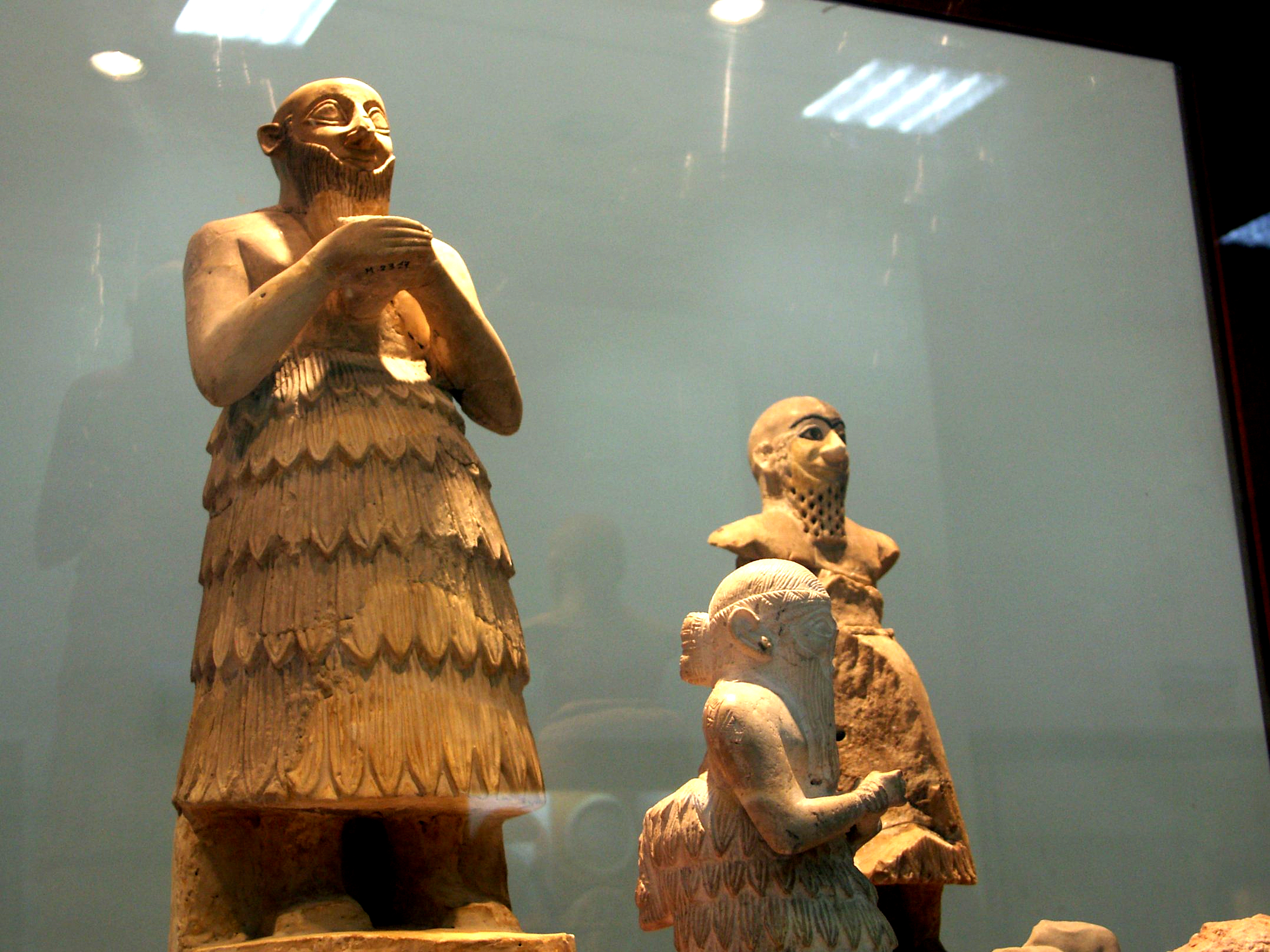
Isqui-Mari (vanguarda, em perfil), antes de números maiores.